# Ветцлєр Герман Ганс
Герман Ганс Ветцлєр (англ. і нім. Hermann Hans Wetzler; 8 вересня 1870 Франкфурт-на-Майні — 29 травня 1943, Нью-Йорк) — німецький і американський композитор, диригент, альтист, органіст і піаніст.
З 1897 по 1901 рік був помічником органіста в церкві Трійці на Мангеттені. Організував Оркестрові концерти Ветцлера на рубежі століть. У Німеччині він обіймав кілька посад капельмейстера з 1904 року, а Галле (1913–1915) був його трампліном до Любека (1915–1919). Разом зі своїм суперником Отто Клемперером останній раз працював у Кельні (1919-1923). Після короткого періоду творчості в Швейцарії Вецлер, який був єврейського походження, повернувся до США в 1940 році через побоювання націонал-соціалізму . Як композитора його вважають представником епохи постромантизму. У його творчому доробку 20 творів з опусною номерацією, серед яких опера.
Ветцлєр був прототипом персонажа Венделла Крецшмара в романі Томаса Манна «Доктор Фаустус» (1947).

## Біографічні дані
Народився в Німеччині в сім'ї Чарльза Ветцлєра та його дружини Анни, уродженої Ротшильд. Трохи пізніше сім'я переїхала в Чикаго, штат Іллінойс, де Герман спочатку ріс разом зі своєю сестрою Мінною, яка народилася в 1874 році. Його батько емігрував до США з Богемії в 1840-х роках.
Ймовірно, Вецлєр отримав перші уроки гри на фортепіано від своєї матері, піаністки за освітою.  Але оскільки вона рано померла, він і його сестра деякий час жили в Чикаго в їхньої тітки Шарлотти Рудольпг-Ветцлер.  У 1881 році родина Ветцлерів переїхала до Цинциннаті, штат Огайо.  Ветцлєр отримав музичні настанови від Чарльза Бетенса (теорія) та Саймона Е. Якобсона (скрипка).  Він з сестрою, яких вважали «вундеркіндами», вперше виступили на публіці (фортепіано та скрипка) у Цинциннаті в 1881 році.  У 1883 році вони успішно акомпанували співачкам Аделіні Патті  і Марселлі Сембріх  . У Консерваторії Цинциннаті Ветцлєри навчалися грі на фортепіано у Джорджа Маграта .  У 1884 році родина переїхала до Нью-Йорка, де Едмунд Нойперт (фортепіано) і Сем Франко (скрипка) взяли на себе музичну освіту. 
Батько, тим часом одружений на німецькій кухарці, організував прослуховування з Кларою Шуман у Франкфурті-на-Майні.  Обидві дитини могли потім у 1885 році почати вивчати музику в місцевій консерваторії Dr. Hoch .  Серед їхніх вчителів були Марі Шуман і Лаццаро Узіеллі (фортепіано), Генріх Ґелгаар (орган), Гуго Хеерманн (скрипка) і Бернхард Шольц, Артур Егіді та Іван Кнорр (композиція та контрапункт).  Ветцлєр також отримував приватні уроки композиції у Енгельберта Хампердінка.  Сестру Мінну навчала Євгенія Шуман.  Серед його близьких друзів у консерваторії були Ганс Пфіцнер і Пауль Ніколаус Коссман .  У Франкфурті Ветцлєр спілкувався з важливими особистостями свого часу, такими як Ганс Тома, Генрі Тоде та Даніела Тоде .  У цьому «соціальному та духовному середовищі з націоналістичним поглядом на мистецтво» він також познайомився зі своєю майбутньою дружиною Ліні Дінстбах і своїм майбутнім шурином Карлом Дінстбахом .  Театральні плани в Німеччині не здійснились. 
У 1892 році він повернувся до Сполучених Штатів і став працювати як альтист у Нью-Йоркському симфонічному товаристві Вальтера Дамроша .  У Нью-Йорку він налагодив контакти з Антоном Зайдлем і Вільямом Стейнвеєм .  У 1893 році він став органістом у церкві Святого Причастя .  Під час заручин з Ліні Дінстбах він прийняв протестантизм.  З 1897 по 1901 рік був помічником органіста в Троїцькій церкві.  Крім того, грав також у каплиці св. Агнеси та Церкві всіх ангелів .  З 1901 по 1903 рр. працював органістом і музичним керівником у Колегіальній церкві .  Він виступав як піаніст у сольних концертах і концертах камерної музики в Нью-Йорку; акомпанував таким співакам, як Девід Бісфем, Ліліан Нордіка та Антон ван Рой.  Він також був гостем Товариства музичного мистецтва Нью-Йорка .  Особливо його цікавила музика барокового композитора Йоганна Себастьяна Баха . 
У 1897 р. виступив диригентом студентського оркестру Колумбійського університету .  Однак найбільше враження справив його виступ із близько 30 музикантами в залі Мендельсона.  Він міг покластися на «платоспроможних інвесторів»,  назва Wetzler Orchestra вперше привернула увагу публіки близько 1898/99.  Однак загибель його сестри та її сім'ї під час затоплення пасажирського судна La Bourgogne під час переходу з Нью-Йорка в Гавр і важкі умови праці в Нью-Йорку на деякий час припинили його музичний проект. 
За рекомендацією театрального режисера Георга Графа фон Хюльсен-Хазелера Ветцлєр влітку 1901 року пройшов стажування в Королівському придворному театрі Вісбадена.  Тим часом у Нью-Йорку колишній міністр ВМС і мільйонер Вільям Коллінз Вітні агітував за оркестровий проект Вецлера.  Ветцлер провів кілька концертів у Карнегі-Холі між 1902 і 1904 роками під назвою Wetzler Orchestra Concerts.  Серед відомих спонсорів: Дж. П. Морган, Генрі Вільям Пур, Джордж Вашингтон Вандербільт II і Стенфорд Уайт.  Організацію оркестру у вужчому розумінні взяв на себе Роулінз Лоундес Коттенет .  У концертній діяльності Ветцлєр тісно співпрацював з фірмою Steinway & Sons.  Німецький диригент і композитор Ріхард Штраус дебютував у США з оркестром Ветцлєра у 1904 році та виконав тут прем’єру своєї «Sinfonia domestica».  У багатьох музикантів оркестру була нестабільна гра, оскільки їм доводилося мати другу роботу.  Зі смертю Вільяма Коллінза Вітні в 1904 році «і без того збиткова компанія була позбавлена своєї фінансової основи». 
Ветцлєр знову звернув увагу на Німеччину.  Після того як навчальний візит до Відня не відбувся, він пішов до Густава Брехера в Гамбурзький міський театр, де він диригував своєю першою оперою «Der Freischütz» Карла Марії фон Вебера .  Обидва диригенти мали спільний «сильно розвинений аналітичний підхід до партитури».  Гастрольне диригування привело його до Берлінського філармонічного оркестру (1906)  і до Санкт-Петербурзької придворної опери (1908).  Поки Ветцлєри не знайшли орендовану квартиру в Гамбурзі-Ротербаумі, вони жили в розкішному готелі Hamburger Hof на Jungfernsteg.  Намір Ліні стати актрисою зустрів відмову з боку Германа.  Тим не менш, після уроків акторської майстерності в Гамбурзі, вона погодилася на заручини в Кельні, де відтоді жила.  В роки перебування в Гамбурзі Ветцлєра фінансово підтримував Генрі Аммон Джеймс . 
У сезоні 1908/09 він перейшов до муніципального театру Ельберфельда в прусській Рейнській провінції .  У 1909 році Ліні, з жалем, відмовилася від акторської кар'єри заради чоловіка.  Вони переїхали до Риги, де Ветцлєр став диригентом Німецького міського театру .  Гастролював у Санкт-Петербург, Берліні та Мюнхені.  Востаннє Ветцлєри жили в будинку Роберта фон Бюнгнера.  Подружжя було щасливе, що в 1913 році виїхало з чужого для них балтійського регіону. 
За рекомендацією Клеменса фон Франкенштейна він отримав посаду диригента в міському театрі Галле .  Режисер Макс Річардс спочатку був добре налаштований до нього.  Тут у 1914 році за межами Байройта Ветцлєр диригував першим виконанням «Парсифаля» Ріхарда Вагнера.  Він також взявся за прем’єру «Орфея» Крістофа Віллібальда Ґлюка в новому німецькому перекладі Германа Аберта в Галле.  Пізніше твір був успішно поставлений у театрі Гете в Бад-Лаухштетті.  Під час Першої світової війни він славився в Галле своєю «імпровізаційною майстерністю».  Генріх Ерні (2015) описав «період Галле» Ветцлєра як його найуспішніший на той час – він послужив для нього трампліном. 
У 1915 році він змінив Вільгельма Фуртвенглера на посаді першого диригента в Любекському міському театрі .  У Любеку Ветцлєр зміг «ще більше закріпити репутацію різнобічного капельмейстера, яку він уже придбав у Галле».  Він із захопленням диригував операми Вольфганга Амадея Моцарта та Джузеппе Верді.  У 1916 році він відпочивав у санаторії в Кенігштайні-ім-Таунус, яким керував психіатр Оскар Конштамм, де він вперше зустрів Отто Клемперера.  Ветцлєр підтримував тісний контакт з Артуром Нікішем і Амелі Нікіш, причому остання заохочувала його до композиторської творчості.  «Осередком його соціальної мережі» була родина Зігфріда Бухенау.  У 1919 році Ветцлєр виступав як диригент у Хофттеатрі Дессау, де, на його жаль, диригентом був обраний Ганс Кнаппертбуш . 
Відповідно, його успішна заявка в Кельні в 1919 році була свого роду «визвольним поштовхом».  Разом з Отто Клемперером він служив там першим капельмейстером.  Однак обидва вважалися антиподами, і Клемперер бачив у Ветцлєрі «загрозу».  Ветцлєр обертався у верхах Кельна навколо родини Бахем .  Після того, як наприкінці сезону 1922/23 рр. контракт більше не було продовжено, він жив у Кельні як позаштатний композитор і диригент.  Починаючи з 1917 року, Ветцлєр писав великі твори для оркестру і, нарешті, оперу «Баскська Венера» на лібрето своєї дружини.  Після нещасного випадку Ліні Ветцлер на лижах у 1930 році та його роману з дружиною банкіра Едуарда Августа Генріха фон Ніколая, Ветцлєри розділили свою спільну квартиру в Кельні в 1931 році. 
Тепер Ветцлєр переїхав до італомовної Швейцарії, де його взяли батьки дружини банкіра Аннелізи фон Ніколаї в Бріссаго в кантоні Тічино .  У 1932 році він один вирушив до Базеля.  Там він читав лекції в університеті.  Того ж року відвідував майстер-класи піаністів Карла Леймера та Вальтера Гізекінга у Вісбадені.  Кілька разів у Швейцарії він зустрічався з німецьким вигнанцем і лауреатом Нобелівської премії з літератури Томасом Манном , якого він знав ще по Зільту в 1927 році.  У 1934/35 рр. листувався з письменником.  Ветцлєр став моделлю для пізнішого романного персонажа Манна Венделла Крецшмара в «Доктор Фаустус» (1947).  За власним бажанням Ветцлєр приєднався до «Колегії німецьких композиторів» Музичної палати Рейху в 1934 році.  Незважаючи на його зусилля, 26 березня 1934 року його твір прозвучав у Німеччині в останній раз.  У 1935 році йому було заборонено виступати через його єврейське походження.  З 1935 року він жив зі своєю швейцарською партнеркою Доріс Еміген в Асконі в кантоні Тічино, де вони побудували будинок на Монте Веріта.  Продовжував професійно працювати як піаніст і композитор.  Шукаючи професійних перспектив, він тривалий час провів в Англії та США.  Там його не задовольнила зустріч з новою музикою.  Через побоювання німецької окупації Швейцарії під час Другої світової війни він залишив країну в травні 1940 року 
У червні 1940 року через Геную він виїхав до США  і оселився в Центральному парку Нью-Йорка.  Ветцлєр час від часу давав уроки гри на фортепіано і читав лекції.  На Ветцлєра «німецька музична культура настільки вплинула» , що тепер почувався «чужим у своїй країні».  Він також відкидав музичне мистециво джазу.  Він помер навесні 1943 року у віці 72 років у своїй двокімнатній квартирі в Нью-Йорку.  З 1896 року Ветцлєр був одружений на доньці багатого шкіряника  Ліні Дінстбах (1876–1933), з якою він одружився в Узінгені в Гессен-Нассау ; пара залишилася бездітною. 
Його спадок був виявлений у будинку для відпочинку в Аппенцеллерланді та з 2006 року знаходиться в Центральній бібліотеці Цюріха .  Крім нотних автографів і творів, він містить близько 10 000 листів, 6 000 відгуків і фотографій. 
Серед небагатьох приватних студентів Ветцлєра були Джастін Ворд (у Нью-Йорку) і Курт Оверхофф (у Кельні). 

## Значення
Його найважливішим орієнтиром як диригента був Ганс фон Бюлов.  На нього також вплинули Герман Леві, Фелікс Моттль, Карл Мук і Ганс Ріхтер.  Подібно до Сергія Кусевицького та Осипа Габриловича, він прийшов до диригування порівняно пізно внаслідок заснування оркестру.  Його вважали сильним і запальним. 
Композитора Германа Ветцлєра можна віднести до постромантизму.  У музичному лексиконі Рімана (1929) він був описаний як «один із постштрауссівських «віртуозів» оркестрової композиції з блискучою елегантністю та свіжою музикальністю».  Ветцлєр мав схильність до «симфонічної програмної музики», тому його ще за життя вважали спадкоємцем Ріхарда Вагнера, Ференца Ліста та Ріхарда Штрауса. Іноді про його музику говорили, що вона має «певну відсталість».  Його інтернаціональність і, відносно епохи націонал-соціалізму, його єврейське походження виявилися несприятливими для рецепції його творів.
Серед його ранніх творів варто виділити орієнтований на церкву  Ангельський концерт для оркестру (1895) і Традиційний наспів  Fairye Queene op.1 (1896), обидва з яких були написані під час його першої зупинки в США.  Тут він ще «шукав музичні засоби».  Він також працював над окремими творами Баха, наприклад, оркестрував органну сонату мі-бемоль мажор BWV 525 (1900),  яку виконував у сольних концертах. 
З 1917 року його творчість стала «екзистенціальною діяльністю».  Тож він створював візуальні образи. Шість симфонічних частин для оркестру ор.12 (1923) і Ассизі. Легенда для оркестру ор.13 (1924).  Для Генріха Ерні (2014) це «програмно розроблена музика, тональна, у гармонії та звучності, стилістично легка між німецько-французькою симфонічною музикою»  Ветцлєра цінували за його «мистецтво інструментування».  У 1925 році він нарешті виграв конкурс композиторської асоціації Chicago North Shore Festival Association з Assisi.  Його головним твором стала опера Баскська Венера (1928).  За словами Єви Мартіни Ханке (2007), опера була «сприйнята позитивно, але не змогла утвердитися в довгостроковій перспективі».  Твору можна дорікнути за його «важку за звуком музику та романтизуючий сюжет», як заявив Генріх Ерні. 
Ізольований у Швейцарії, Ветцлєр дедалі більше присвячував себе духовним мотивам, які нагадували його раннє церковне служіння.  Наприкінці життя він намагався «приєднатися до течій часу».  Він працював з Паулєм Хіндемітом, який був його другом.  У своєму останньому творі «Американська рапсодія» (1943) він вводив «сучасні синкоповані ритми, перероблені у фуги»  і зробив чутним відгомін кіномузики . 

## Твори
Сценічна музика
- Musik zu Shakespeares „Wie es euch gefällt“ (1916), op. 7; UA: Lübeck 1917 (Stadttheater)
- Die baskische Venus. Oper in fünf Bildern. Text: Lini Wetzler nach Prosper Mérimée (1928), op. 14 (Digitalisate: Text und Klavierauszug); UA: Leipzig 1928 (Neues Theater)
- Magnificat (1936), op. 16; UA: Salzburg 1937 (Wiener Sängerknaben)
- Nunc dimittis (1939), op. 20; UA: Basel 1940 (Basler Liedertafel)

Оркестрова музика
- Engelskonzert. Tondichtung nach einem Gemälde von Hans Thoma (1895); UA: New York 1895
- Symphonische Phantasie (1922), op. 10; UA: Köln 1922 (Gürzenich-Orchester)
- Visionen. Sechs Symphonische Sätze für Orchester (1923), op. 12; UA: Köln 1923 (Gürzenich-Orchester)
- Assisi. Legende für Orchester (1924), op. 13; UA: Chicago 1925 (Chicago Symphony Orchestra)
- Symphonie Concertante für Solo-Violine und Orchester (1932), op. 15; UA: Berlin 1932 (Orchester der Funk-Stunde Berlin mit Gustav Havemann)
- American Rhapsody (1943)

Камерна музика
- String Quartet in c-minor (1938), op. 18; UA: Philadelphia 1941 (Curtis String Quartet)

Вокальна музика
- The Fairye Queens. An Ancient English Ballad (1896), op. 1. Aus: Thomas Percys Reliques of Ancient English Poetry
- Fünf deutsche Lieder (1902), op. 2
- Four Scottish Ballads (1902), op. 3. Text: Robert Burns
- Zwölf Kinderlieder (1902), op. 4
- Two German Volkslieder (1904), op. 5
- Fünf Lieder (1905/07), op. 6
- Fünf Gedichte von Robert Burns (1905/09/10/17), o. 8. Text: Robert Burns (Übersetzung von Lini Wetzler u. a.)
- Zwei Gedichte von Michelangelo (1914/15), op. 9. Text: Michelangelo (Übersetzung von Henry Thode)
- Fünf Lieder (1917/18/19/21), op. 11; UA: Karlsruhe 1919
- Vier schottische Duette (1936), op. 17. Text: Robert Burns; UA: Radio Beromünster 1936

## Літературний доробок
- Wege zur Musik. Niehans, Zürich 1938 (Digitalisat).